# Anuptaphobie
L'anuptaphobie est la peur irrationnelle d'être un(e) adulte célibataire (de ne pas trouver de mari, d'être laissé seul ou de ne jamais trouver un partenaire amoureux). Cette angoisse concerne principalement des femmes mais touche aussi de nombreux hommes ; elle peut devenir source de dépendance affective ou d’addiction sexuelle.

## Causes
L'anuptaphobie peut être causée par des situations antérieures d'abandon, de rejet social et d’exclusion, par des séparations traumatisantes vécues durant l’enfance et/ou par un contexte de pression sociale source de fortes pressions en faveur du mariage ou de la vie en couple.
L'anuptaphobie peut apparaitre, provisoirement ou durablement, dès l'enfance ou l'adolescence, sous l'effet de pressions sociales et/ou familiales poussant au mariage ou à la vie de couple. Au moins dans certains contextes, elle augmente avec l'âge.

## Description
L'anuptaphobe est très angoissé à l'idée de rester célibataire.
Il peut souffrir de paranoïa et analyser chaque geste de son conjoint à la recherche d'éléments qui pourraient faire croire que celui-ci est sur le point de le quitter,.
Des chercheurs ont exploré (2022) au Pakistan dans un échantillon de 300 femmes célibataires de 25 à 35 ans, le degré de corrélation entre la « sensibilité au rejet » (crainte d'être rejeté(e) par un conjoint ou par la société, crainte associée à une attitude cognitivo-affective d'attente anxieuse, et à une tendance à répondre intensément aux signaux de rejet perçus dans le comportement d'autrui, et souvent à l’auto-blâme, la rumination, le névrosisme, le pessimisme, la dysrégulation émotionnelle et une faible estime de soi qui sont de facteurs de dépression et de rechute de dépression, et de violence masculine, parfois jusqu'au meurtre du conjoint. Ici, cette crainte de rejet social a été évaluée avec la méthode de Downey et al., de 2006) et l'anuptaphobie (mesurée par une échelle de peur du célibat proposée par Spielmann et al. en 2013) chez les femmes non mariées. Dans ce contexte, les auteurs n'ont pas observé de corrélation significative, mais ils ont observé une corrélation avec l'âge ; la sensibilité au rejet n’était pas un prédicteur significatif de l'anuptaphobie, mais outre l'âge, le système familial et le statut socio-économique prédisaient significativement l'anuptaphobie. Selon cette étude, dans ce contexte, le soutien social, multidimensionnelle (tel que défini par Zimet et al. en 1988) n'affectait pas la relation entre la « sensibilité au rejet » et l'anuptaphobie. Les personnes ayant un niveau élevé de sensibilité au rejet tendent à percevoir plus facilement les signes potentiels de rejet et à surinterpréter les signes ambigus venant des autres comme étant négatifs (elles jugent qu'il y a rejet là où il n’y en a peut-être pas), ce qui les conduit à l’auto-blâme ou à des réactions affectives négatives (sentiment d'humiliation, source de colère ou de ressentiment, qui induit un comportement socialement inadapté (agressivité, retrait social, auto-silence) source de rejet par autrui, au détriment de la relation avec l'entourage et de la santé mentale. Une vulnérabilité accrue à la dépression après avoir subi un rejet corrobore les prédictions par le modèle de sensibilité au rejet.
Ce groupe de chercheur, dans une autre étude, a recherché d'éventuels liens entre choix de carrière et anuptaphobie. Ils n'en ont pas trouvé mais ont constaté que l'exposition à des contenus préférentiellement romantiques et aux « fantasmes romantiques » (via divers médias) étaient, dans ce contexte, des prédicteurs de l'anuptaphobie. Selon les auteurs « la recherche a souligné l’importance d’une consommation équilibrée des médias, car cela pourrait potentiellement aider à réduire les angoisses liées au célibat ».

## Traitement
Ce type de phobie est habituellement la conséquence d'un traumatisme de l'enfance ou une rupture brutale.
Une psychothérapie avec l'aide d'un psychiatre ou un psychologue est la meilleure façon de trouver d'où provient cette peur.